# Mubadala World Tennis Championship 2017
El Mubadala World Tennis Championship 2017 fue un torneo de exhibición no afiliado ATP. Fue la décima edición del Campeonato Mundial de Tenis Mubadala con los mejores jugadores del mundo compitiendo en el evento, celebrado en un formato de eliminación directa. El ganador recibe un premio de $ 250,000. El evento se llevó a cabo en el International Tennis Centre en la Ciudad Deportiva Zayed en Abu Dabi, Emiratos Árabes Unidos.

## Jugadores

### Individuales masculino
| Tenista          | Ranking | Preclasificado |
| Dominic Thiem    | 5       | 1              |
| Pablo Carreño    | 10      | 2              |
| Novak Djokovic   | 12      | 3              |
| Kevin Anderson   | 14      | 4              |
| Roberto Bautista | 20      | 5              |
| Andréi Rubliov   | 39      | 6              |

### Individuales femenino
| Tenista          | Ranking | Preclasificada |
| Jeļena Ostapenko | 7       | 1              |
| Serena Williams  | 22      | 2              |

## Campeones

### Individual masculino
- Kevin Anderson venció a  Roberto Bautista por 6-4, 7-6(7-0)

### Individual femenino
- Jelena Ostapenko venció a  Serena Williams por 6-2, 3-6, [10-5]